# Prozessionsaltar (Riedenberg, Sinntalstraße 16)

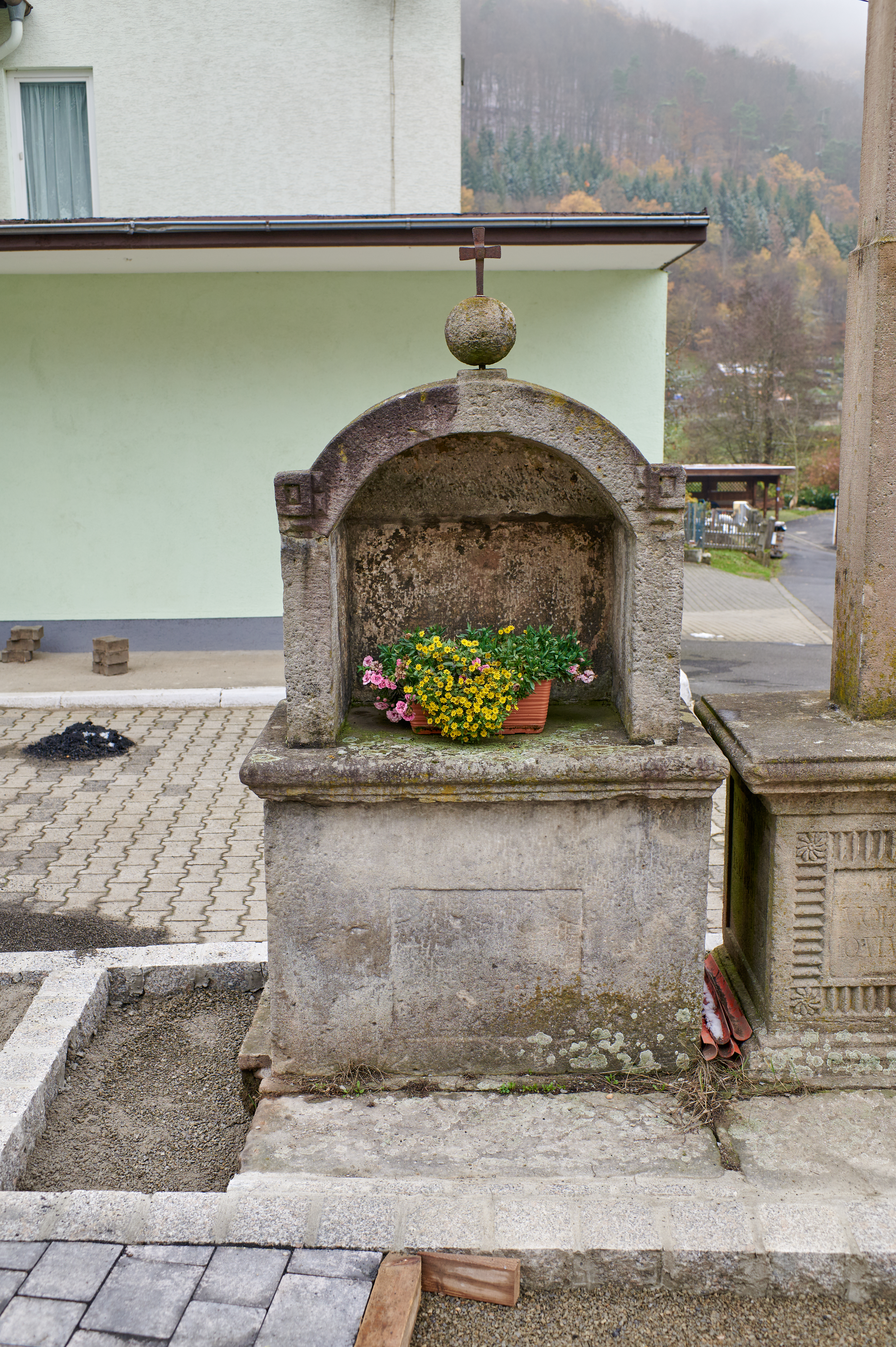
Prozessionsaltar in Riedenberg, Sinntalstraße 16

Der Prozessionsaltar in der Sinntalstraße 16 befindet sich in Riedenberg, einer Gemeinde im unterfränkischen Landkreis Bad Kissingen in Bayern in der Sinntalstraße 16 neben dem Kreuz von 1839.
Er gehört zu den Baudenkmälern in Riedenberg und ist unter der Nummer D-6-72-145-9 in der Bayerischen Denkmalliste registriert.

## Beschreibung
Der Prozessionsaltar besteht aus grauem Sandstein und entstand im Jahr 1751.
Der blockartige 0,85 m hohe Sockel mit Deckplatte ist 1,05 m breit und 0,60 m tief. Das 0,90 m hohe Dach hat eine Breite von 0,95 m und eine Tiefe von 0,45 m. 
Von der Sockelinschrift ist lediglich in der fünften Zeile die Jahreszahl „1751“ zu lesen.
Die Rundbogennische besteht aus drei Steinwänden und einem aufgesetzten Flachbogen, der ebenfalls die Jahreszahl „1751“ trägt. Rechts und links befindet sich eine Kerbzier. Die Bekrönung besteht aus einer Steinkugel mit einem geschmiedeten Kreuzchen.
Bei Prozessionen wird der Altar geschmückt und für die Monstranz genutzt.